# Plant and Soil
Plant and Soil is een internationaal, aan collegiale toetsing onderworpen wetenschappelijk tijdschrift op het grensgebied van de plantkunde en de bodemkunde.
De naam wordt in literatuurverwijzingen meestal afgekort tot Plant Soil. Het wordt uitgegeven door Springer Science+Business Media namens de Koninklijke Landbouwkundige Vereniging en verschijnt maandelijks.